# John F. Matthews
John Frederick Matthews né le 15 février 1940 est un historien britannique. Il est spécialiste du Bas-Empire romain (late roman Empire).

## Biographie
John Frederick Matthews naît le 15 février 1940. Il obtient son master en histoire, puis son PhD de l'université d'Oxford en 1969.
De 1969 à 1996, il enseigne l'histoire de l'Empire romain à l'université d'Oxford. Par la suite, il rejoint l'université Yale, où il enseigne encore en 2017 en tant que professeur émérite.

## Œuvres
- 1975 : Western Aristocracies and Imperial Court, A.D. 364-425
- 1982 : (avec Tim Cornell) Atlas of the Roman World (traduit en neuf langues[4])
- 1985 : Political Life and Culture in Late Roman Society
- 1989 : The Roman Empire of Ammianus
- 2000 : Laying Down the Law: A Study of the Theodosian Code
- 2006 : The Journey of Theophanes: Travel, Business and Daily Life in the Roman East, Yale University Press (gagnant du James Henry Breasted Prize 2007 au titre de meilleur livre sur l'histoire avant l'an 1000[5])